# ماچکوواتس (کروشواتس)
ماچکوواتس (به صربی: Mačkovac) یک منطقهٔ مسکونی در صربستان است که در کروشواتس واقع شده‌است. ماچکوواتس ۱٬۲۹۵ نفر جمعیت دارد.